# Lespignan
Lespignan település Franciaországban, Hérault megyében. Lakosainak száma 3355 fő (2022. január 1.). Lespignan Fleury, Béziers, Colombiers, Nissan-lez-Enserune, Vendres és Salles-d’Aude községekkel határos.

## Népesség
A település népességének változása:
| Lakosok száma | 1874 | 1948 | 2360 | 3044 | 3175 | 3140 | 3260 | 3299 | 3318 | 3355 |
|               | 1968 | 1982 | 1990 | 2006 | 2013 | 2015 | 2017 | 2019 | 2020 | 2022 |